# Stift Stams
Stift Stams (lateinisch Abbatia B. M. V. et Sancti Ioannis Baptistae de Stams) ist die Zisterzienserabtei in Stams in Tirol. Es gehört zur Mehrerauer Kongregation und zum Bistum Innsbruck. Die Klosterkirche Unserer Lieben Frau wurde 1983 zur Basilica minor erhoben.

## Geschichte
Das Kloster wurde 1273 als Familienstiftung der Grafen von Görz-Tirol durch Meinhard II. und seine Frau Elisabeth von Bayern (Witwe des Staufers Konrad IV.) gegründet. Sie sollte auch als Grablege für die Tiroler Landesfürsten dienen und in dieser Funktion die wenig zuvor in Aussicht genommene Pfarrkirche Bozen ablösen. Um dem Kloster/Stift eine wirtschaftliche Basis zu geben, wurden die bestehenden Herrschafts- und Besitzrechte durch den Stifter abgelöst und gleichzeitig die Pfarren Silz, St. Peter und Untermais sowie die Martinskirche zu Mals inkorporiert, so dass das Kloster/Stift, das auch die Niedergerichtsbarkeit über das Dorf Stams besaß, bald zu einem bedeutenden wirtschaftlichen Zentrum der Region wurde.
Die ersten Klosterinsassen waren zwölf Mönche und fünf Laienbrüder unter Abt Heinrich von Honstätten aus dem Mutterkloster Kaisheim in Schwaben. Das Stift gehörte damit der Filiation der Primarabtei Morimond an. Von 1347 bis 1350 beherbergte das Kloster die Reichskleinodien. Im 16. Jahrhundert kam es im Kloster zu einem Niedergang. Die Reformation, die Schäden aus den Bauernkriegen 1525 und der große Brand von 1593 führten schließlich dazu, dass der Konvent stark schrumpfte und mitunter nur mehr aus drei Mönchen bestand. 1552 plünderten Truppen des Kurfürsten Moritz von Sachsen das Kloster und zerstörten auch die Gruft der Landesfürsten, sowie das Grab von Moritz’ Bruder, Severinus von Sachsen († 1533). Anfang des 17. Jahrhunderts wurde das Konventsgebäude neu errichtet. Unter Abt Edmund Zoz (1690–1699) entstanden die markanten Zwiebeltürme. Anfang des 18. Jahrhunderts barockisierte der Baumeister Georg Anton Gumpp die Zisterze. In der zweiten Hälfte des 18. Jahrhunderts war sie Wirkungsstätte von bedeutenden Musikern wie dem Stamser Pater Stefan Paluselli oder dem aus Wien stammenden Johann Michael Malzat und des Chronisten Cassian Primisser.
1807 hob die bayerische Regierung das Kloster/Stift auf. Es wurde 1816 nach der Rückgabe Tirols an Österreich unter Kaiser Franz I. wieder errichtet. Zu den ersten fünf neuen Zisterziensern gehörte der Theologe Johann Baptist Lechleitner. 1938/39 wurde das Stift von den nationalsozialistischen Machthabern aufgelöst und beschlagnahmt und diente als Umsiedlungsheim für Auswanderer aus Südtirol.
Nach Kriegsende 1945 wurde es von Zisterziensermönchen wieder übernommen. Sie brachten Bildungseinrichtungen in den Klostergebäuden unter und übereigneten Pachtgründe an die Siedler.
Im Jahr 2016 konnte die 18 Jahre dauernde Generalsanierung des Stiftes abgeschlossen werden.

## Gegenwart
Heute betreibt das Stift ein Museum, einen Klosterladen, eine Schnapsbrennerei und eine Alm. Stift Stams ist
- Träger des Gymnasiums und Aufbaurealgymnasiums Meinhardinum Stams
- Träger der Internatsschule für Schisportler Stams mit Internat, die als Handelsschule und Oberstufenrealgymnasium geführt wird – zusammen mit der Republik Österreich und dem Land Tirol
- Sitz des Instituts für Sozialpädagogik der Diözese Innsbruck
- einer der Standorte der Kirchliche Pädagogische Hochschule Edith Stein

## Stiftskirche

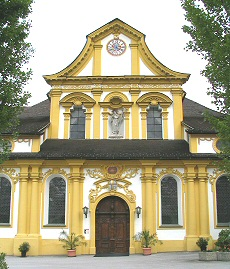
Stiftskirche

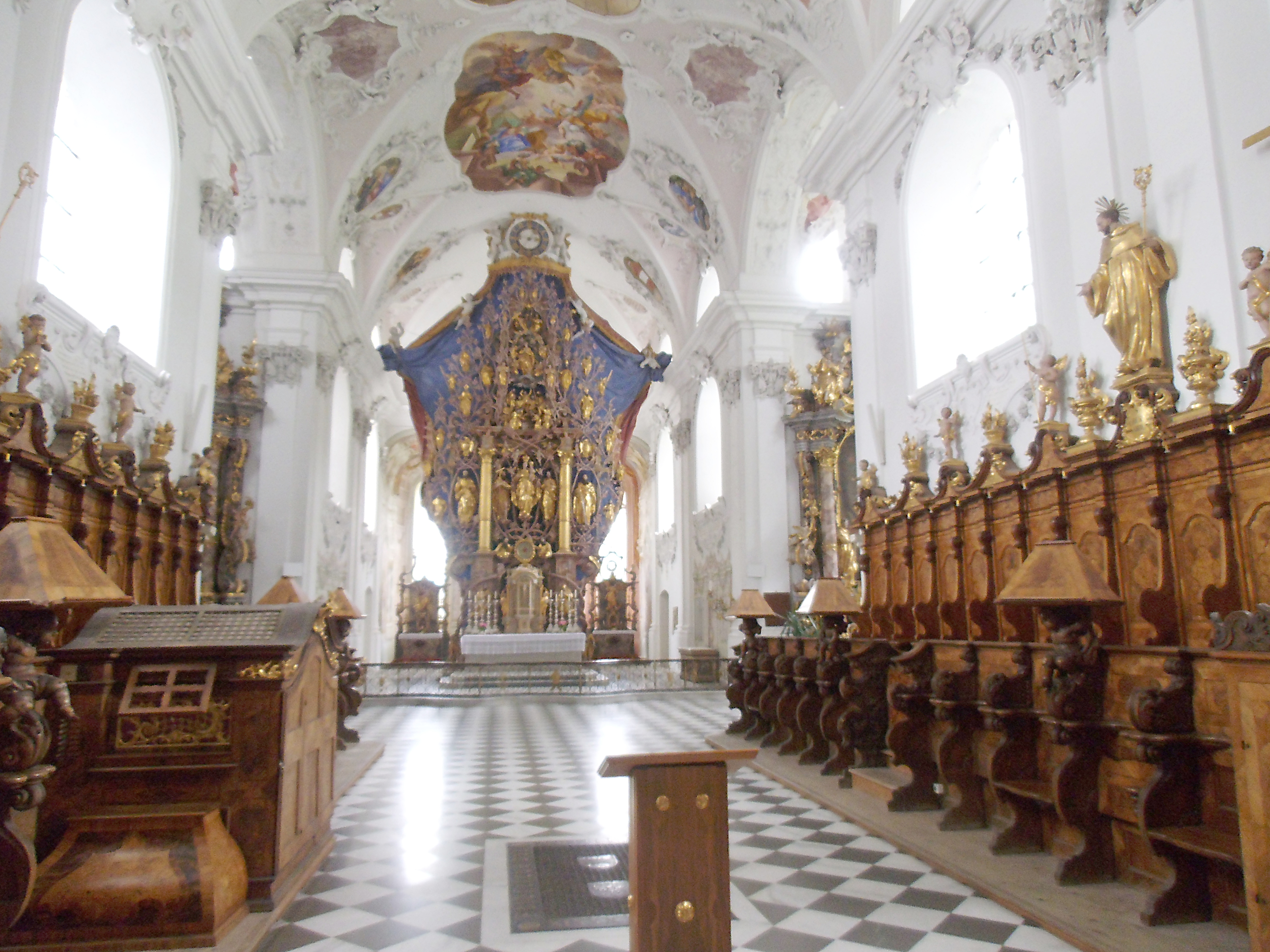
Chorgestühl und Hochaltar

Die Stiftskirche wurde 1284 geweiht. Sie war ursprünglich eine romanische Basilika. Diese wurde 1729–1733 durch Georg Anton Gumpp im Stil des Hochbarock umgebaut. Die Gewölbefresken im Langhaus zeigen Szenen aus dem Marienleben und stammen vom Augsburger Maler Johann Georg Wolcker. Der prächtige Stuck ist ein Werk von Franz Xaver Feuchtmayr aus der Wessobrunner Schule. 1984 erhob Papst Johannes Paul II. die Stiftskirche in den Rang einer Basilika minor.
- Den frühbarocken Hochaltar in Form eines Lebensbaumes mit 84 Skulpturen schuf um 1610 der Weilheimer Bildschnitzer Bartlme Steinle.
- Die Kanzel ist ein Werk von Andreas Kölle aus Fendels im Oberinntal.
- Die Kreuzigungsgruppe und die Darstellung Maria mit Kind gegenüber der Kanzel schuf Andreas Tamasch.
- Die barocke Chororgel stammt aus dem Jahr 1757, wurde von Andreas Jäger aus Füssen erbaut und hat 12 Register.
- Die Hauptorgel wurde im Jahr 2015 von Rieger Orgelbau erbaut mit 43 Registern im historischen Orgelgehäuse von Johann Evangelist Feyrstein.[4]
- Einen Gegenpol zum Hauptaltar bildet das im Westen des Mittelschiffs in den Boden eingelassene so genannte „Österreichische Grab“ des Tiroler Künstlers Andreas Thamasch, das 1684 fertiggestellt wurde. Es ist eine Gedenkstätte wichtiger in Stams begrabener Tiroler Landesfürsten und ihrer Familienmitglieder mit lebensgroßen geschnitzten und vergoldeten Figuren.
- Tatsächlich liegen die in der Stiftskirche Bestatteten nicht im „Österreichischen Grab“, sondern vor dem Hochaltar, wo sich im Boden links und rechts zwei Grabplatten befinden.
- In der Vorhalle der Stiftskirche wurde im Jahre 2000 eine Gedenktafel eingeweiht, die an Konradin, den Sohn der Stifterin Elisabeth von Bayern und letzten Staufer erinnert.

## Weitere Sehenswürdigkeiten
- Die Heilig-Blut-Kapelle wurde 1716 aus einem älteren Bau in die heutige Form gebracht. Den Hochaltar schuf der Hoftischler Sigmund Zeller, die Altarstatuen stammen von Andreas Kölle, die Wandgemälde stammen von Josef Schöpf.
- Der Bernhardisaal im Westtrakt der Abtei wurde 1720 von Georg Anton Gumpp eingebaut. Er dient als Festsaal und enthält an Decke und Wänden zahlreiche Malereien, die 1722 von Franz Michael Hueber und seinem Schüler Anton Zoller geschaffen wurden und Begebenheiten aus dem Leben des hl. Bernhard von Clairvaux zeigen.

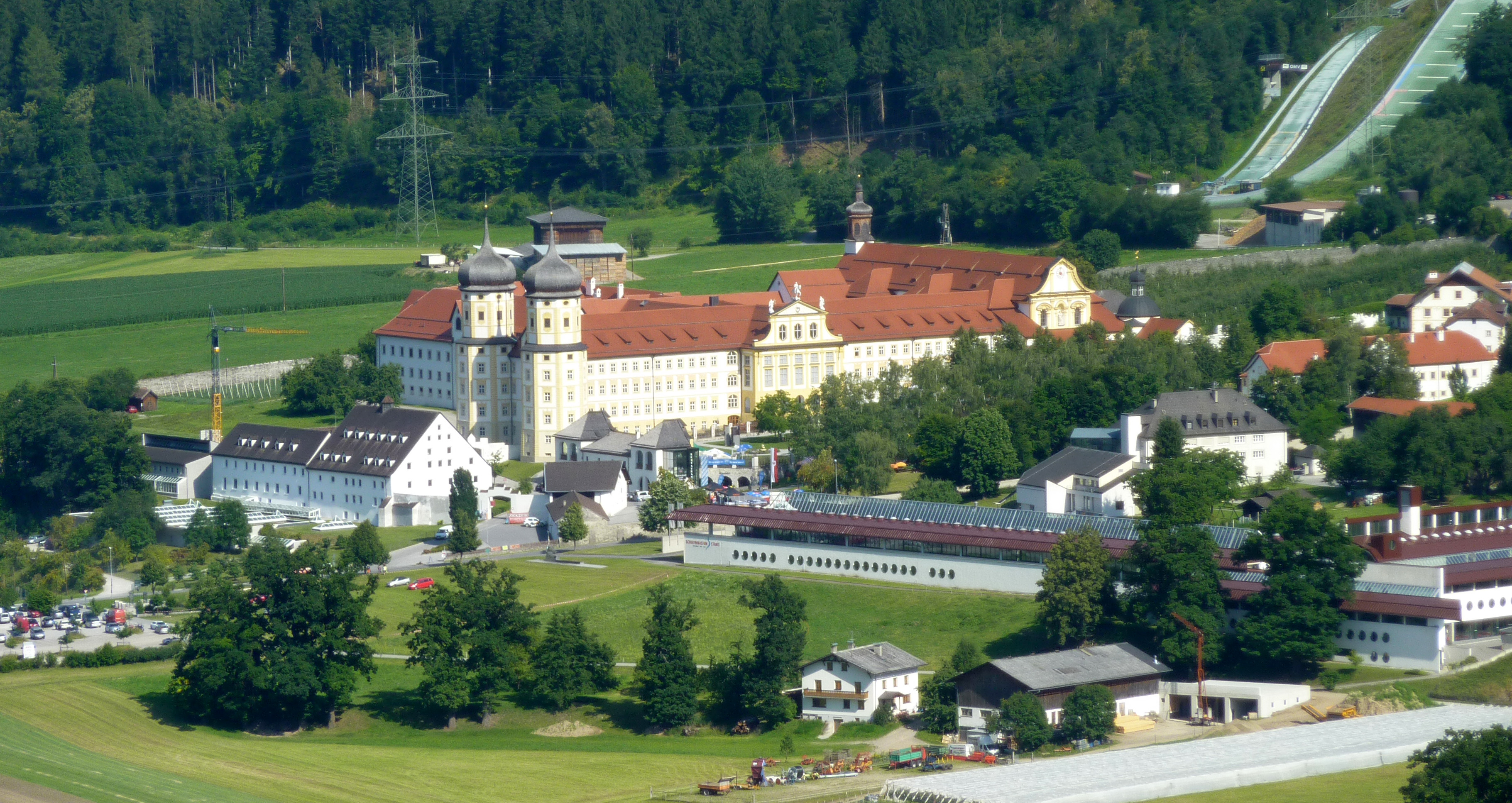
Stift Stams von der Wallfahrtskirche Locherboden oberhalb von Mötz aus gesehen
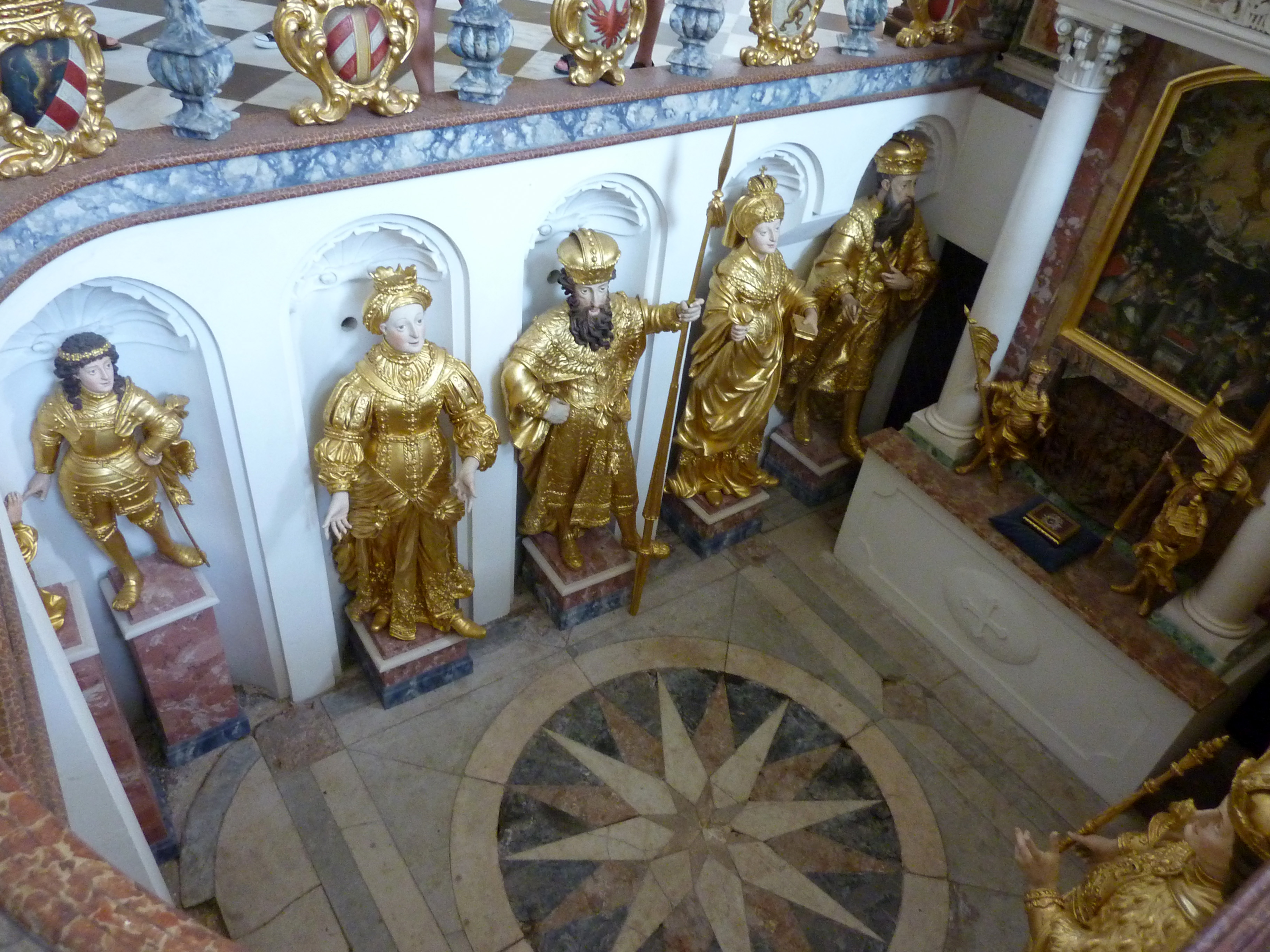
Österreichisches Grab (Nordseite)
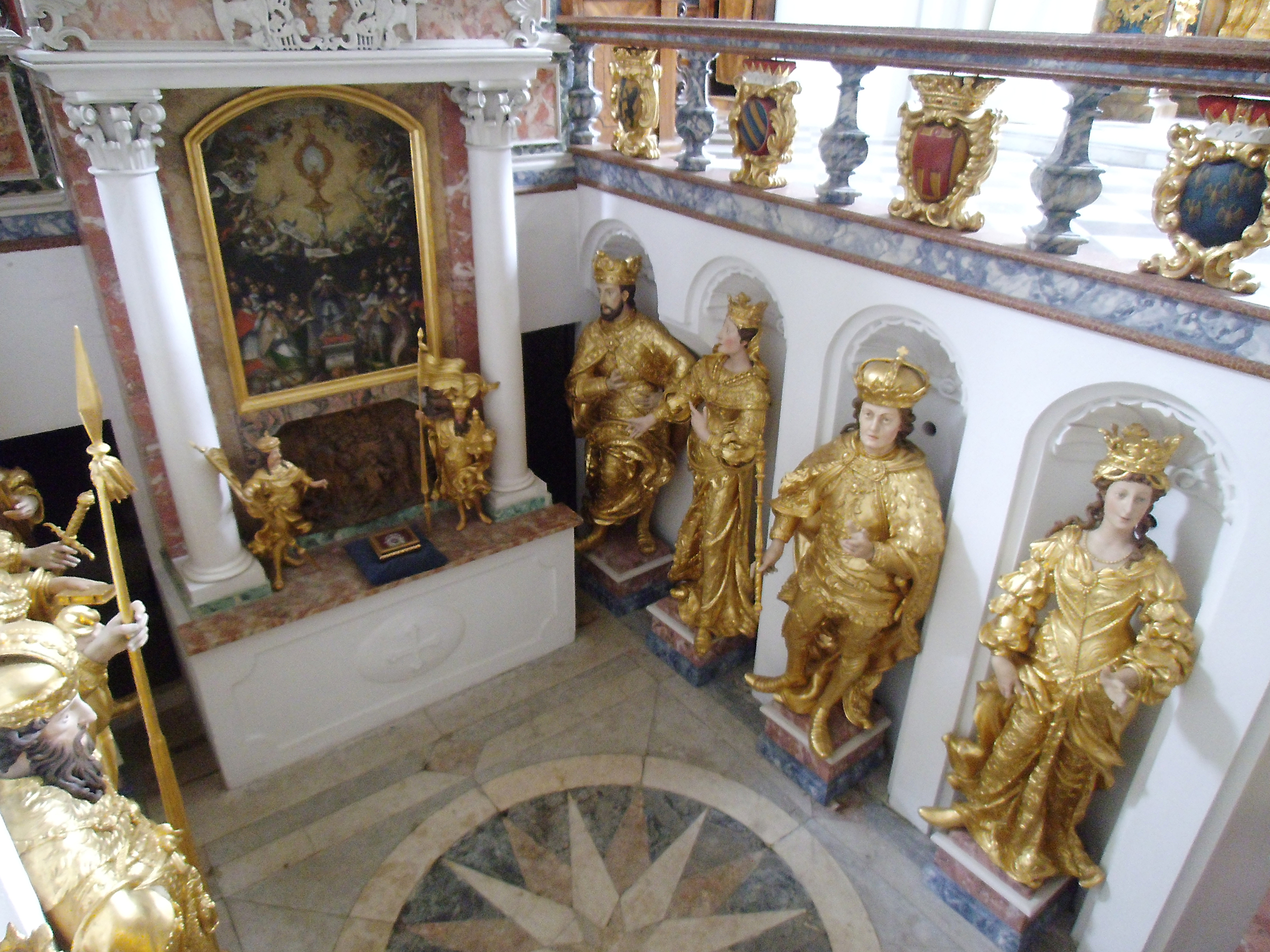
Österreichisches Grab (Südseite)
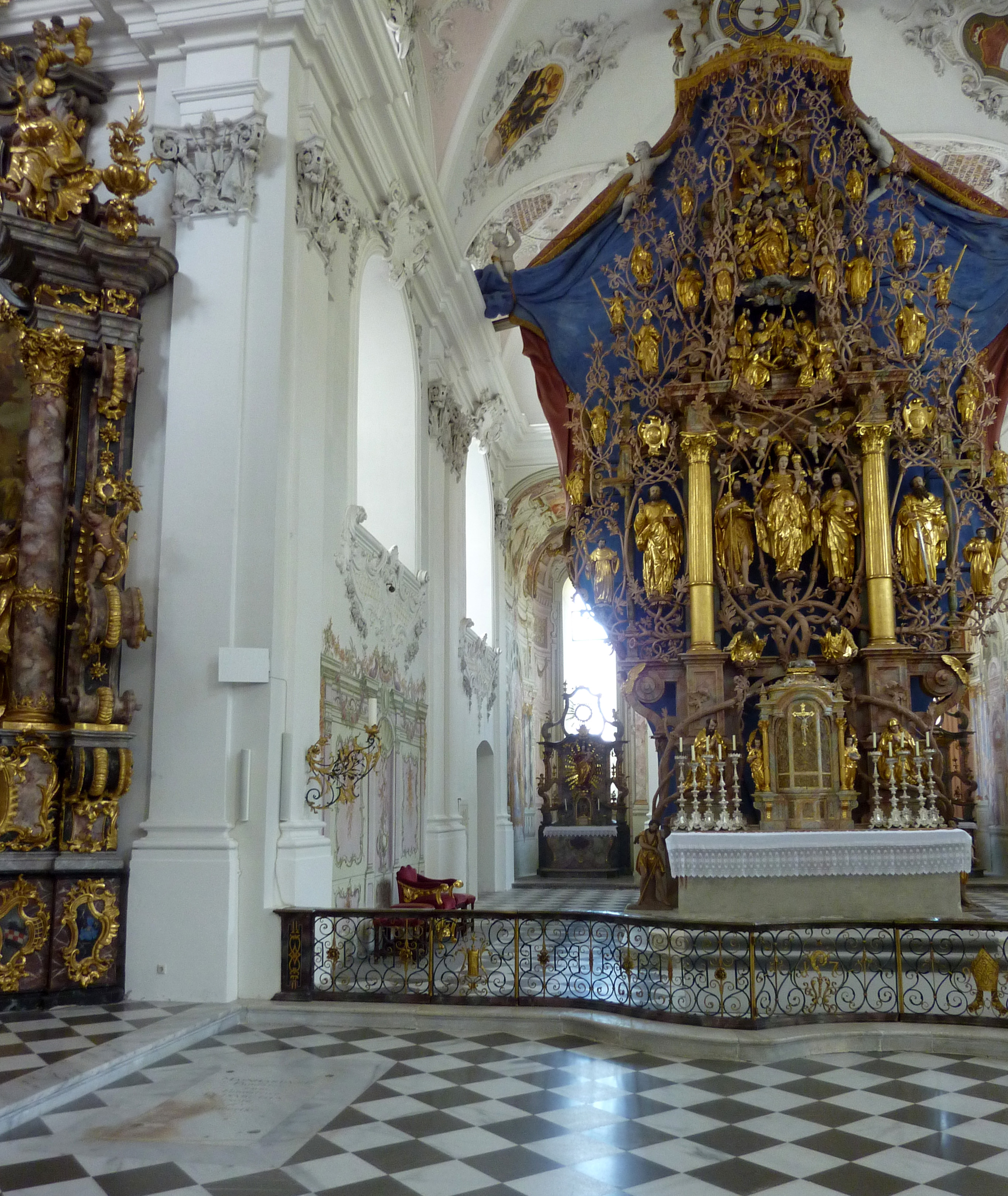
Grabplatte der Stifter im Boden links vor dem Hochaltar
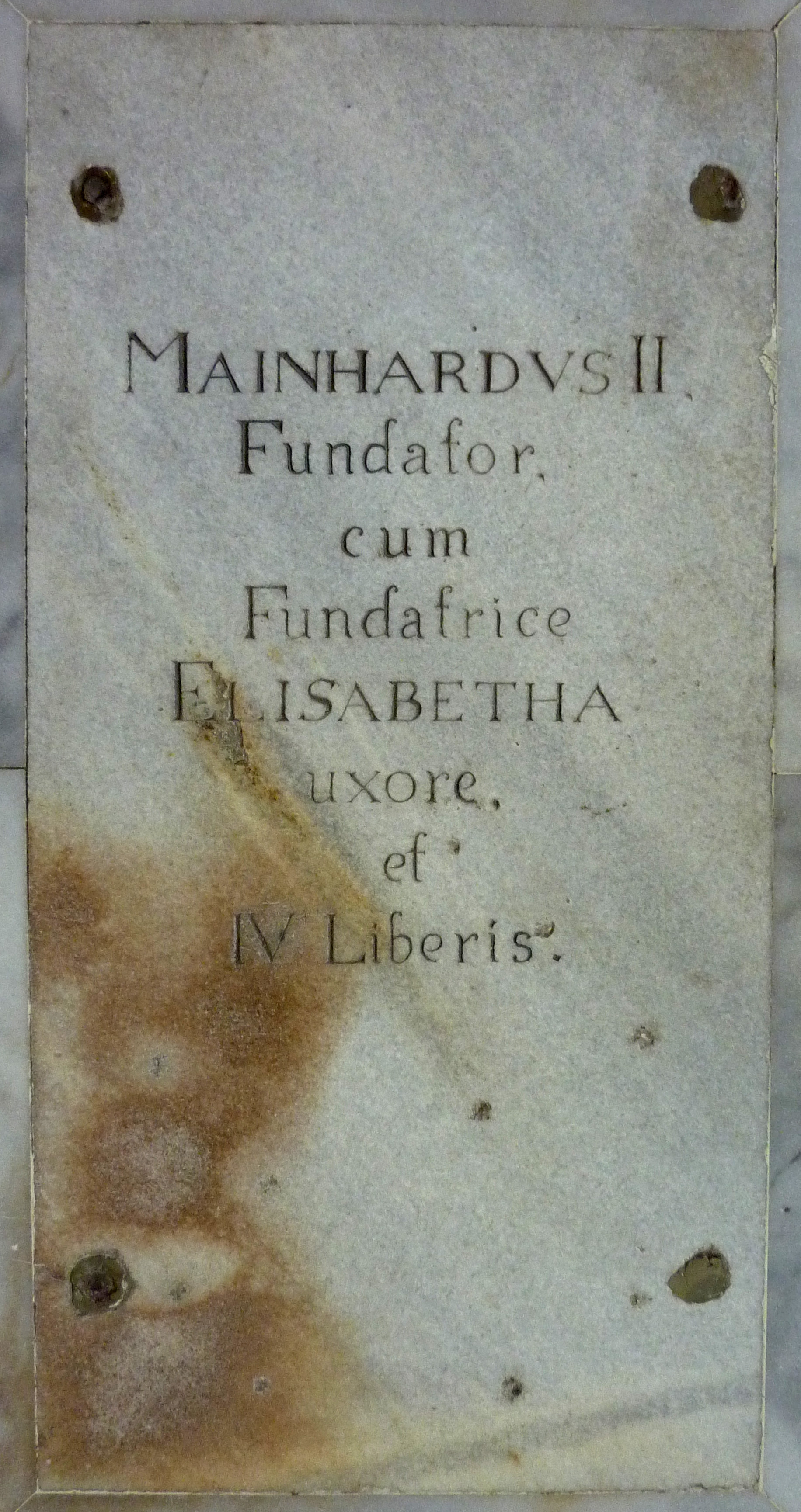
Grabplatte der Stifter Meinhard II. und Elisabeth von Bayern
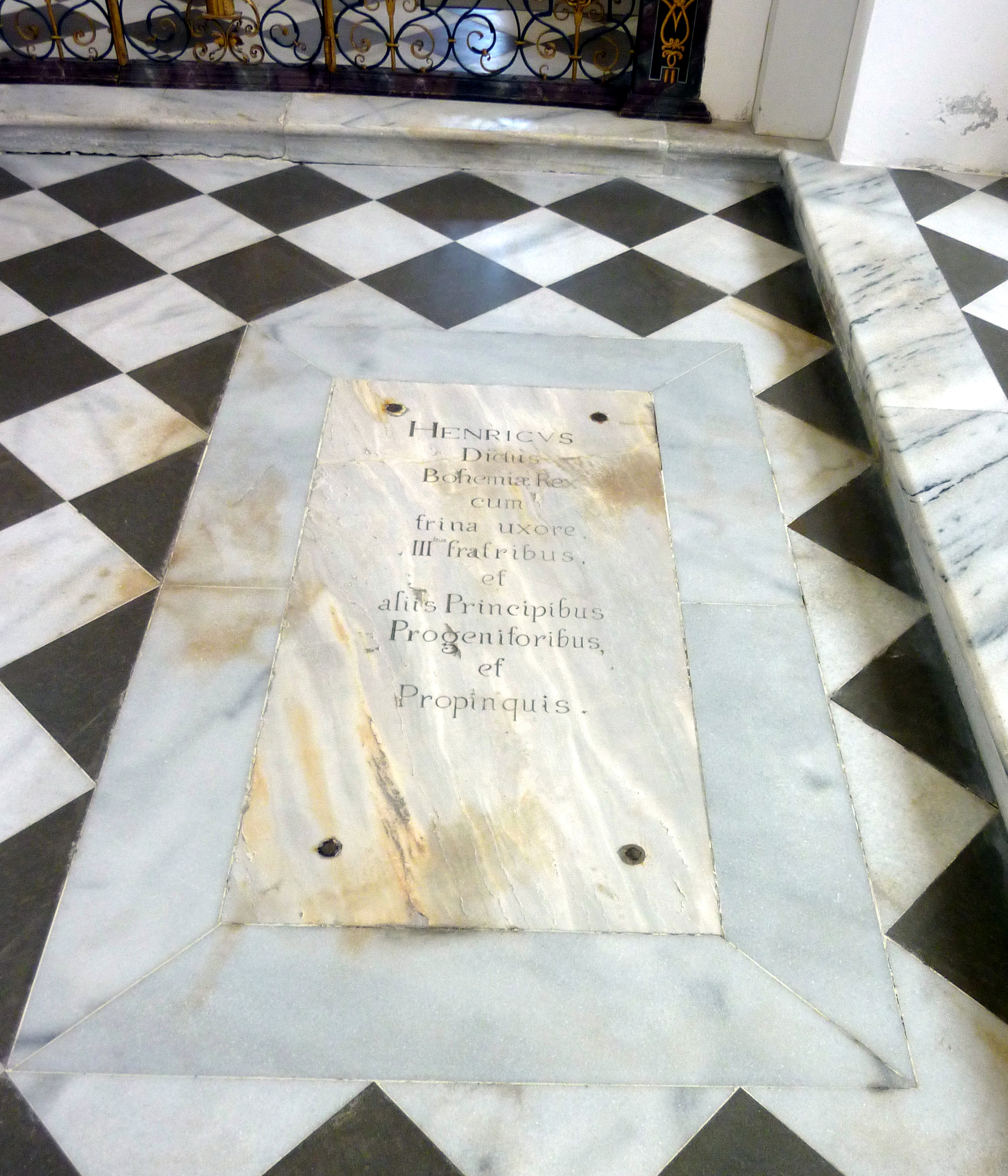
Grabplatte von Heinrich von Kärnten und Verwandter
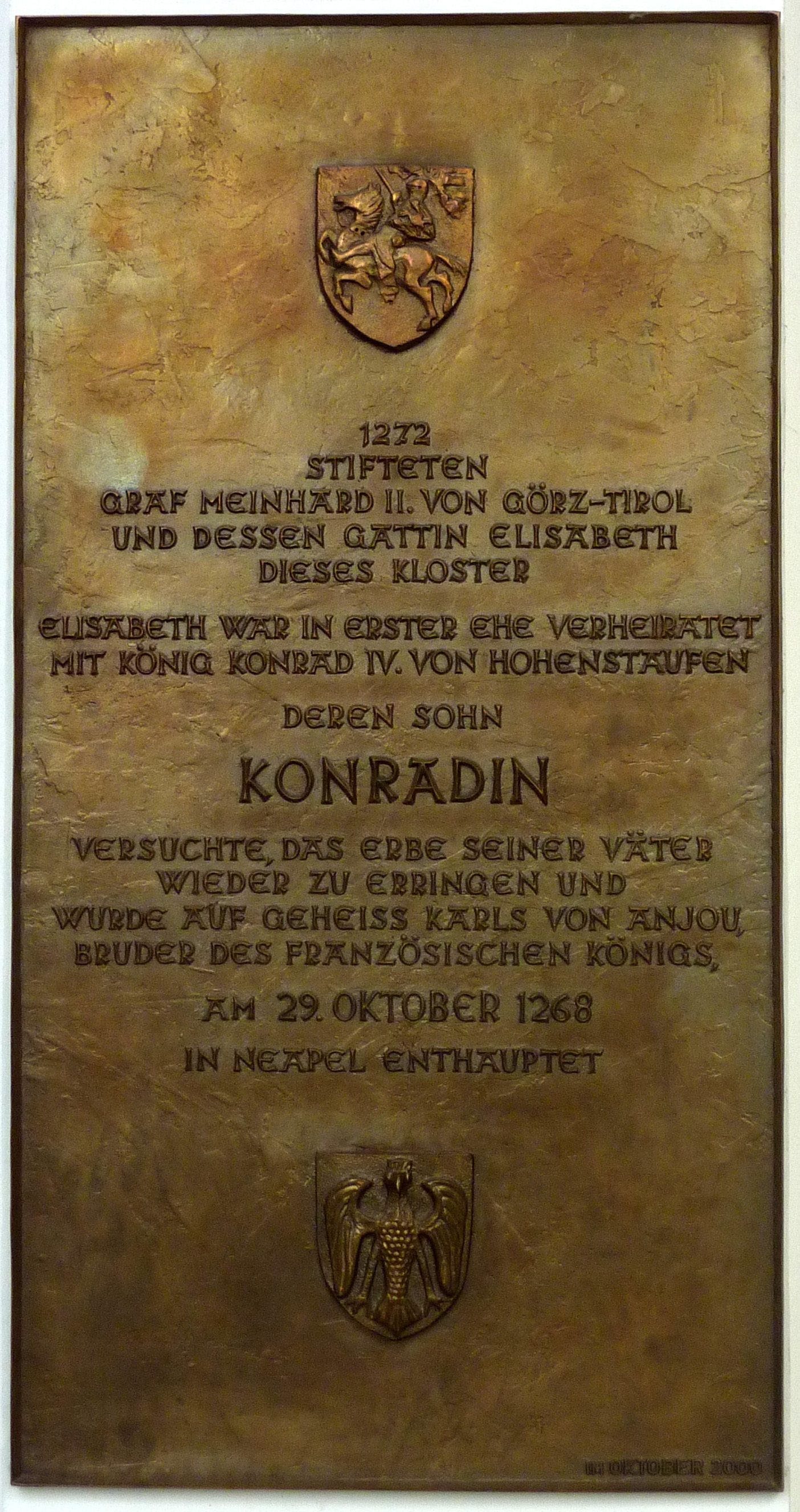
Gedenkplatte für Konradin in der Vorhalle der Stiftskirche
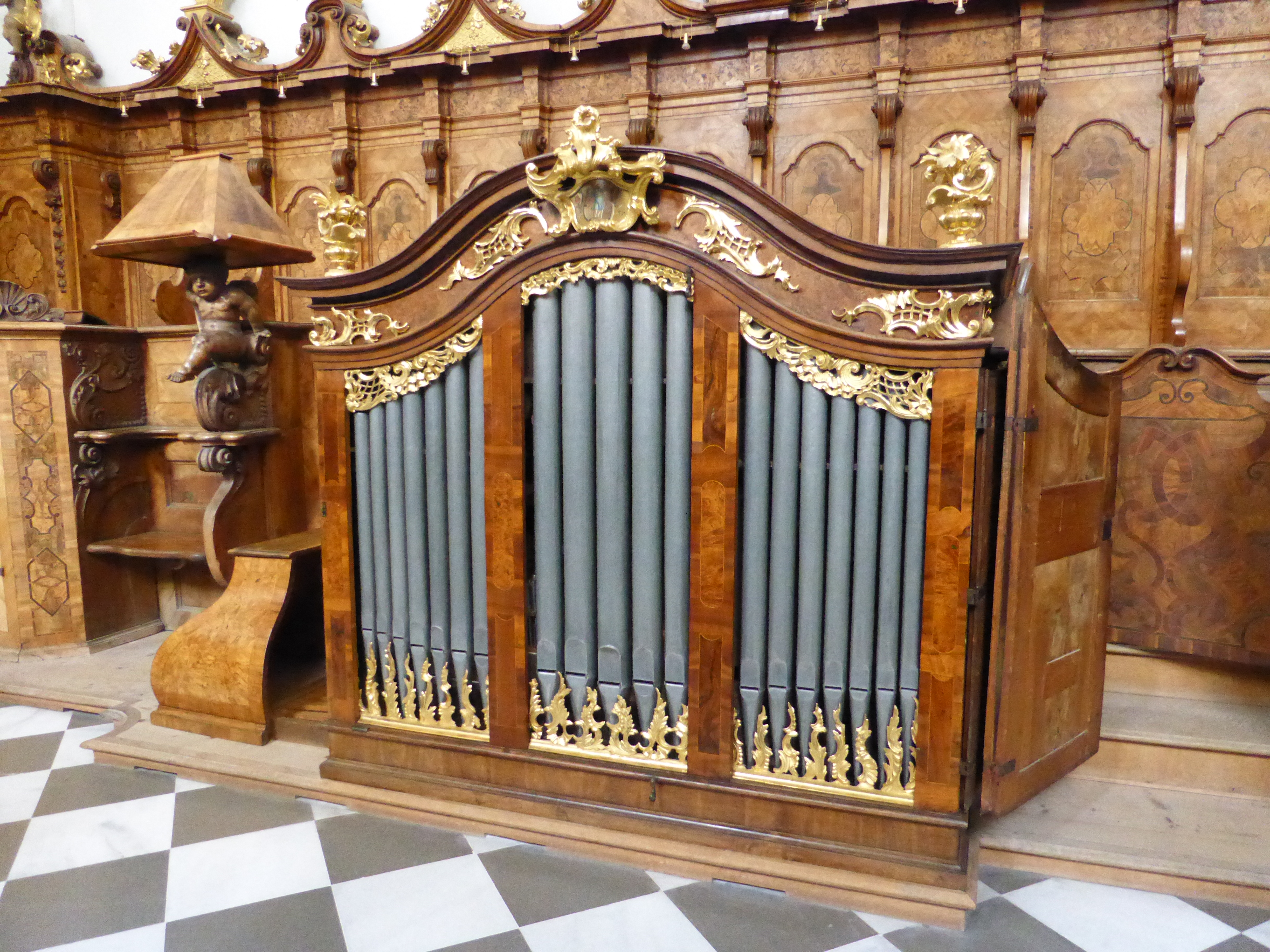
Chororgel 1757 von Andreas Jäger

## Äbte
- 01. Heinrich von Honstetten, 1273–1279
- 02. Friedrich von Tegernsee, 1279–1289 (resigniert) Umzug 1284 vom Holzkloster in das neue Kloster nochmal gewählt 1294–1299 (Abdankung und Tod)
- 05. Hermann von Freising, 1316–1333
- 07. Konrad II. von Feldkirch, 1345–1369 (mit Unterbrechungen nach Wolfgang Lebersorg auch genannt von Leutkirch)
- 09. Heinrich III. Grussit von Überlingen, 1369–1387
- 13. Georg I. Kotz aus Kaufbeuren, 1436–1481
- 24. Thomas Lugga aus Innsbruck, 1616–1631, er brachte um 1617 Paul Honegger nach Stams
- 25. Paul II. Gay aus Innsbruck, 1631–1638
- 26. Bernhard Gemelich 1638–1660
- 34. Vigilius Kranicher, 1766–1786
- 35. Sebastian Stöckl, 1790–1819
- 36. Augustin Handle, 1820–1839
- 37. Alois Schnitzer, 1839–1867
- 38. Cölestin Brader, 1867–1894
- 39. Stephan Mariacher, 1895–1937
- 40. Eugen Fiderer, 1949–1968
- 41. Bruno Heinrich, 1968–1970
- 42. Bernhard Slovsa, 1970/1973–1985
- 43. Josef Maria Köll, 1985–2003
- 44. German Erd, 2003–2024
- 45. Cyrill Greiter, seit 2024

## Stiftspfarrkirchen
- Pfarrkirche Stams
- St. Peter ob Gratsch